# Agnes Meyer Driscoll
Agnes Meyer Driscoll, conosciuta come Miss Aggie o Madame X (Geneseo, 24 luglio 1889 – Geneseo, 16 settembre 1971), è stata una crittografa statunitense, attiva durante la prima e la seconda guerra mondiale e conosciuta come la "first lady della crittografia navale".
Il suo principale contributo è stata la decifrazione dei codici navali giapponesi durante le due guerre.

## Biografia
Agnes Meyer nacque nel 1889 a Geneseo in Illinois. Nel 1895 si trasferì con la famiglia a Westerville, in Ohio, dove il padre, Gustav Meyer, aveva intrapreso un lavoro come insegnante di musica all'Otterbein College.

### Formazione
Dal 1907 al 1909 frequentò l'Otterbein University di Columbus; nel 1911 si laureò in matematica e fisica alla Ohio State University. I suoi studi compresero anche musica e lingue straniereː parlava correntemente inglese, francese, tedesco, latino e giapponese. Dopo la laurea, si trasferì ad Amarillo, in Texas, dove visse dal 1911 al 1918 lavorando come direttrice musicale presso un'accademia militare e successivamente come direttrice del Dipartimento di matematica presso la scuola superiore locale.

### 1918-1939
Il 22 giugno 1918, circa un anno dopo che gli Stati Uniti erano entrati in guerra, non appena venne permesso l’arruolamento alle donne, Agnes Meyer scelse di entrare nella Marina statunitense.
Inizialmente reclutata come yeoman (segretaria amministrativa), all'epoca la qualifica più alta aperta alle donne, nel luglio 1919 venne assunta a tempo indeterminato e trascorse un periodo di formazione a New York presso l'American Black Chamber gestita da Herbert Yardley, la prima agenzia di decifratura dei codici in tempo di pace degli Stati Uniti, impegnata nella decifrazione dei codici utilizzati nella corrispondenza diplomatica. Nel 1920 svolse un secondo corso di addestramento presso i Riverbank Laboratories di Geneva, dove lavoravano altri decifratori addestrati da William F. Friedman, il "padre della crittografia americana".
La sua vera carriera iniziò quando entrò a far parte della Sezione Codici e Segnali della Naval Communications Force, dove la sua area di lavoro divenne la crittoanalisi. Alla fine della guerra continuò a svolgere questo lavoro come civile. Fatta eccezione per una pausa di due anni, durante i quali lavorò per un'azienda privata, svolse l'attività di crittoanalista per la Marina degli Stati Uniti fino al 1949.

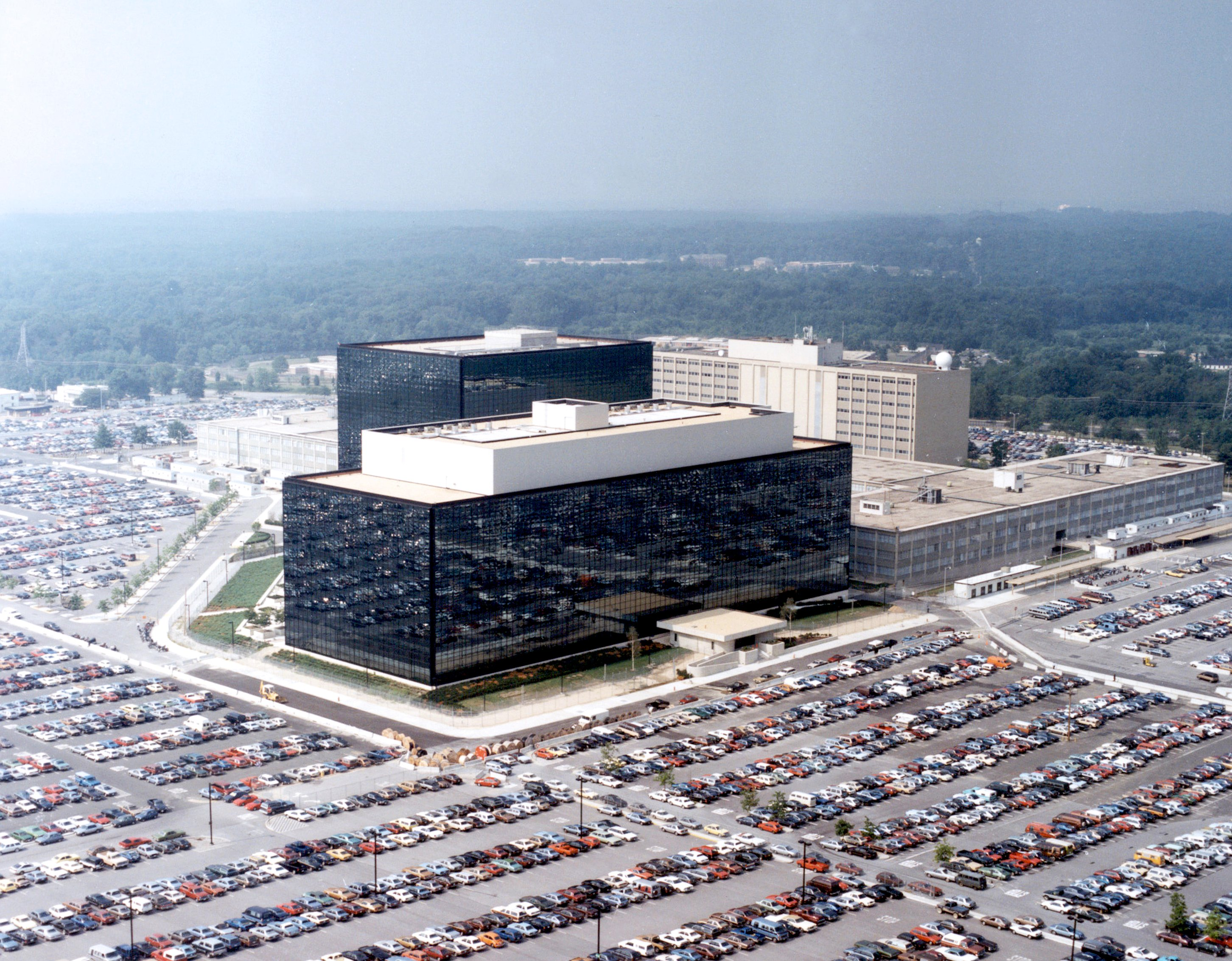
Quartier generale della National Security Agency

L'attività di Driscoll non si limitava ai sistemi manuali; era coinvolta anche nell'emergente tecnologia delle macchine dell'epoca, applicata sia alla creazione che alla decrittazione. Nei suoi primi giorni nella sezione Codice e Segnali, contribuì a sviluppare una delle macchine cifratrici della US Navy, la Communication Machine (CM), un dispositivo di cifratura standard che la Marina utilizzò nella maggior parte degli anni '20. Come riconoscimento del suo lavoro, il Congresso degli Stati Uniti la ricompensò con $ 15.000, che lei condivise con la vedova del co-inventore della macchina, William Greshem.
Nel 1923 Edward Hebern, inventore della prima macchina che utilizzava il principio del rotore per crittografare i messaggi in codice, scoprì l'abilità di Driscoll come crittografa e le offrì di collaborare con lui nella creazione di una macchina di cifratura a rotore più sicura. Mayer lasciò la Marina per testare la macchina, ma nella primavera del 1924 la società presso cui era impiegata fallì e fu costretta a fare ritorno alla sua precedente occupazione. Data la sua notevole esperienza di crittoanalista, venne subito reclutata presso il Research Desk della Sezione Codice e Segnale dell'Ufficio delle Comunicazioni Navali (OP-20-G), diretto dal tenente Laurence Safford, che negli anni a seguire sarebbe stato impegnato nella decrittazione dei codici giapponesi. Nel 1925 Agnes Meyer sposò Michael Driscoll, un avvocato di Washington, e da allora venne chiamata con il cognome del marito.
Nel 1926 Agnes Meyer Driscoll riuscì a decrittare, attraverso un primo schema di trasposizione o "chiave", importanti documenti di quello che gli americani chiamavano il "libro rosso" giapponese, contenente un totale di 97.336 voci - un insieme di lettere, numeri, parole - rappresentate da tre diversi codiciː un numero di 5 cifre, un'espressione in lettere romane e un kana di tre caratteri.
In quello stesso periodo Driscoll svolse anche l'incarico di addestrare all'attività di decrittazione altri ufficiali di marina, fra cui Joseph Rochefort, Thomas Dyer, Edwin T.Layton, Giuseppe Wenger, future figure di spicco della crittologia della seconda guerra mondiale.
Nell'estate del 1930 il team di crittoanalisti diretto da Driscoll si dedicò alla decifrazione del nuovo codice usato dalla Marina giapponese per le comunicazioni segrete, chiamato "Libro blu", che aveva soppiantato il precedente "Libro rosso", non più in uso. Nel corso di tre anni il gruppo raggiunse l'obbiettivo prefissato, e Safford avrebbe definito questo risultato come una delle grandi imprese della crittoanalisi. La decodificazione rivelò la conoscenza detenuta dal Giappone sulle operazioni navali statunitensi allora in corso e permise di scoprire informazioni sulla flotta nemica, come ad esempio la massima velocità del nuovo incrociatore da battaglia di classe Kongo Nagato.
Lo scarso numero di crittoanalisti a disposizione e il tempo eccessivo impiegato dai metodi manuali per la decifrazione del codice, portarono l'OP-20-G a orientarsi verso la realizzazione di macchine di cifratura. Già distintasi in precedenza per aver sviluppato la Communication Machine (CM), Driscoll intervenne studiando la possibilità di creazione di altri ausili meccanici. Nel 1935 riuscì tuttavia a guidare l'attacco alla macchina giapponese "M-1" (chiamata anche Orange), e utilizzata dagli addetti navali giapponesi in tutto il mondo per comunicazioni segrete, con una soluzione manuale: "far scorrere una sequenza cifrata recuperata scritta a mano su un diagramma su carta a sezione trasversale".

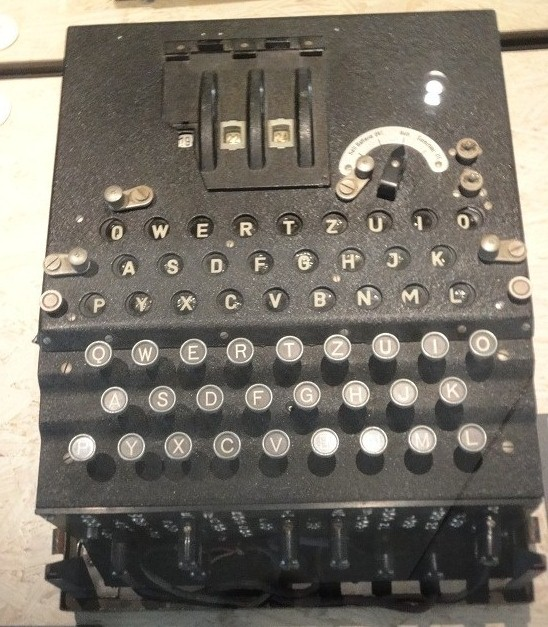
Macchina Enigma, 1940

Tra il 1937 e il 1938 l'attività lavorativa di Driscoll subì un'interruzione, a causa di un incidente automobilistico di cui restò vittima, che le procurò gravi ferite e la costrinse ad usare un bastone per camminare per il resto della sua vita. Al suo ritorno, molti colleghi testimoniarono che il suo carattere era cambiato, diventando più schivo; un dato certo fu tuttavia che a differenza dei miglioramenti economici e di profilo professionale che conobbero altri crittoanalisti che lavorarono con lei o alle sue dipendenze - inquadrati nei ranghi dell'esercito - Driscoll, unica donna e unica civile, nonostante l'apprezzamento riservatole dai suoi superiori e i successi raggiunti, non conobbe alcuna promozione o avanzamento di carriera.
Nel giugno 1939 i giapponesi adottarono due nuovi codici: il "codice degli ufficiali di bandiera" e il loro codice operativo principale, JN25, così soprannominato dagli americani perché era il 25° codice giapponese che essi esaminavano. Driscoll partecipò alla parziale decrittazione di quest'ultimo codice, lavorandovi fino all'ottobre 1940, ma i suoi contributi non furono riconosciuti.
Poco dopo l'attacco giapponese a Pearl Harbor, i decifratori di codici americani furono in grado di scoprire il codice giapponese e, successivamente, durante il resto della guerra del Pacifico, decifrarono tutti i messaggi giapponesi codificati in quel codice. I giapponesi modificarono allora il loro metodo, "JN25" divenne "JN25b", rendendo nuovamente difficile la decifrazione; la capacità del decodificatore americano di leggere i messaggi radio giapponesi, sostenne la Marina degli Stati Uniti in importanti battaglie navali come la Battaglia del Mar dei Coralli e fornì un preavviso dell'attacco giapponese all'atollo di Midway.

### 1940-1959
Nell'ottobre 1940 Driscoll venne trasferita a un nuovo gruppo, una squadra formata da quattro persone impegnate nella decrittazione del codice tedesco chiamato Enigma. A differenza dei successi ottenuti negli incarichi precedenti, dopo quasi due anni di lavoro, Driscoll e il suo team non ottennero progressi nella risoluzione del dispositivo tedesco. Le ragioni sarebbero state attribuite alla riluttanza di Driscoll ad utilizzare il supporto delle macchine o un approccio matematico, e alla scarsa collaborazione da lei offerta ai decifratori di codici britannici di Bletchley Park, impegnati da tempo in questo lavoro, che si erano recati negli Stati Uniti per consigliarla.
Driscoll, tuttavia, applicando un metodo manuale e non meccanico, avrebbe dato un contributo al lavoro contro Enigma, riducendo lo sforzo necessario per identificare le impostazioni che avrebbero dovuto svolgere le macchine progettate a questo scopo, in funzione dal settembre 1942.

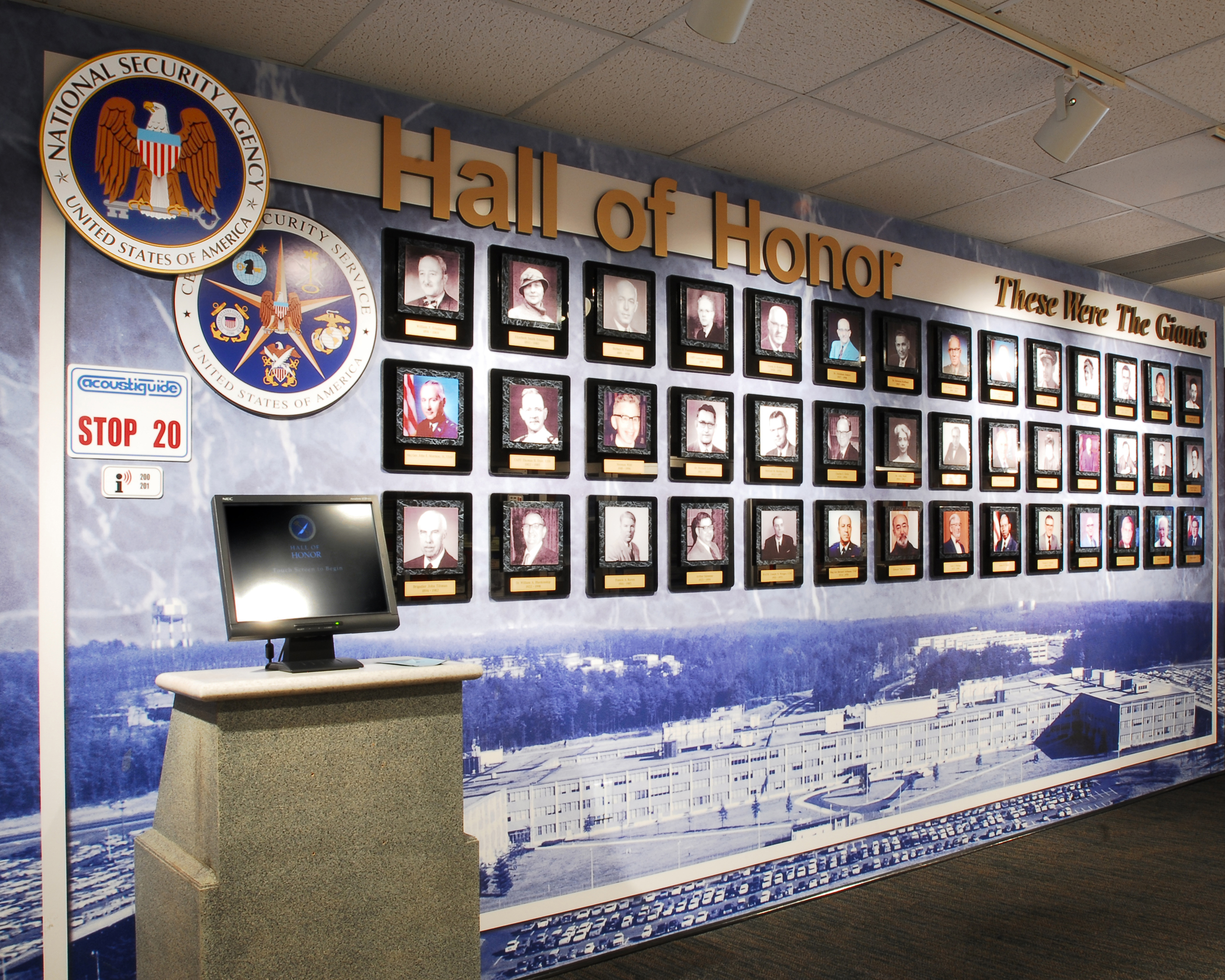
Hall of Honor dell'NSA, nella quale nel 2000 è stata inserita anche Agnes Mayer Driscoll

Nel gennaio 1943 venne trasferita a lavorare con una squadra per decifrare il cifrario giapponese Coral e raggiunse l'obbiettivo in due mesi, anche se si dice che lei personalmente non avesse avuto molta influenza sul progetto. L'anno successivo fu trasferita all'OP-20-G-50, la sezione di lingua russa impegnata sul Progetto Venona che prevedeva la decodifica dei messaggi prodotti dalle agenzie di spionaggio sovietiche, svelati solo nel 1980.
Nel 1949 venne assegnata all'Agenzia per la sicurezza delle forze armate (AFSA), appena costituita, divenuta nel 1952 National Security Agency nel 1952 (NSA).
Andò in pensione nel 1959, all'età di settant'anni, senza avanzare di grado.

### Morte
Morì nel 1971, all'età di 82 anni, e venne sepolta nel cimitero nazionale di Arlington.

## Riconoscimenti
Nel 2000 Driscoll è stata inserita nella Hall of Honor della National Security Agency.
Nel 2017 un indicatore storico dell'Ohio è stato collocato davanti alla casa Meyer a Westerville in onore di Agnes Meyer Driscoll e dei suoi successi, definendola "la prima signora della crittografia navale".